# Temnora sardanus
Temnora sardanus là một loài bướm đêm thuộc họ Sphingidae. Loài này có ở forests và heavy woodland từ Sierra Leone tới Congo và Angola, then tới Zimbabwe và East Africa.
Chiều dài cánh trước khoảng 19–21 mm đối với con đực và 23–25 mm đối với con cái. 

## Phân loài
- Temnora sardanus sardanus
- Temnora sardanus canui Darge, 1991 (São Tomé & Princípe)
- Temnora sardanus hirsutus Darge, 2004  (Tanzania)